# Annas dag
Annas dag er en kortfilm instrueret af Arni Olafur Asgeirsson efter eget manuskript.

## Handling
Der kommer en dag i ethvert menneskes liv, hvor hele verden synes at ramle sammen over én. Anna er en 30-årig enlig mor, som bor i København med sin søn Emil. Og i dag skal hun til bryllup med sin eksmand og hans nye kæreste... Det bliver en sælsom dag.